# The Naked Spur
The Naked Spur (en España, Colorado Jim; en Argentina, Chile y México, El precio de un hombre;  traducción literal: La espuela desnuda) es una película estadounidense del género wéstern que se estrenó el 1 de febrero de 1953.
Dirigida por Anthony Mann, producida por William H. Wright y escrita por Sam Rolfe y Harold Jack Bloom, sus protagonistas son los actores James Stewart, Janet Leigh, Robert Ryan, Ralph Meeker y Millard Mitchell.

## Argumento
La acción se desarrolla en Colorado, en el año 1868. Howard Kemp (James Stewart) es un ranchero que perdió su rancho mientras combatía en la guerra de Secesión (1861-1865) y se ha propuesto recuperarlo cazando a Ben Vandergroat (Robert Ryan), atracador y asesino de un «sheriff» por el que se ofrece una jugosa recompensa.
Por el camino, Kemp se encuentra con Jesse Tate (Millard Mitchell), un prospector de oro obsesionado, y Roy Anderson (Ralph Meeker), un soldado mujeriego y licenciado con deshonor, quienes se asocian y logran cazar al asesino y a Lina Patch (Janet Leigh), hija de un difunto amigo de Vandergroat.
Los cinco emprenderán una travesía en la que tendrán que hacer frente a todo tipo de imprevistos y conflictos morales y saciar sus ansias de venganza, redención y dinero.

## Personajes
- Howard Kemp (Colorado Jim en España): Interpretado por James Stewart. Es un ranchero que confió la custodia de su rancho a su prometida Mary mientras luchaba en la guerra de Secesión, pero la novia le traicionó vendiendo el rancho y fugándose con otro hombre. Para recuperarlo quiere cobrar la jugosa recompensa que ofrecen por Vandergroat, pero su asociación con Tate y Anderson se lo impide. Acaba enamorado de Patch, por lo que renuncia a la recompensa y se marcha con ella a California para empezar de cero.
- Lina Patch: Interpretada por Janet Leigh. Es una mujer huérfana, hija de Frank Patch, fallecido cuando fue a atracar el Banco de Abilene (Kansas) con su amigo Vandergroat. Defiende a Vandergroat hasta que descubre su verdadera condición de asesino y se enamora de Kemp, con quien se va a cumplir su sueño de instalarse en California.
- Ben Vandergroat (†): Interpretado por Robert Ryan. Es un atracador por el que se ofrece una recompensa de 5000 dólares tras matar al sheriff de Abilene (Kansas) cuando atracaba el banco con su fallecido amigo Frank Patch. Este asesino monta todo tipo de artimañas en las que se aprovecha de las debilidades de sus acompañantes para escaparse. Muere asesinado a tiros por Anderson.
- Roy Anderson (†): Interpretado por Ralph Meeker. Es un soldado que, tras acostarse con una mujer india, fue licenciado con deshonor. Se asocia con Kemp y Tate para cobrar una parte de la recompensa que se ofrece por Vandergroat. Muere ahogado en un río tras ser arrastrado por un tronco al intentar recuperar el cadáver de Vandergroat.
- Jesse Tate (†): Interpretado por Millard Mitchell. Es un prospector de oro que consagró los últimos 19 años de su vida en la búsqueda de esta preciada piedra. Se asocia con Kemp y Anderson para cobrar una parte de la recompensa que se ofrece por Vandergroat. Muere asesinado a tiros por el mismo Vandergroat.

## Doblaje al español

### España
- Howard Kemp: Fernando Ulloa.
- Lina Patch: Elvira Jofre.
- Ben Vandergroat: José María Ovies.
- Roy Anderson: Juan Luis Suari.
- Jesse Tate: Ramón Martori.

### Argentina, Chile y México
- Howard Kemp: Carlos Becerril.
- Lina Patch: Guadalupe Romero.
- Ben Vandergroat: Blas García.
- Roy Anderson: Guillermo Romano.
- Jesse Tate: Esteban Siller.

## Rodaje
The Naked Spur contó con un presupuesto de 2 769 000 dólares para su rodaje, que se llevó a cabo entre Durango (Colorado), Lone Pine (California) y las montañas de San Juan en los meses de mayo y junio de 1952.

## Crítica y recepción
The Naked Spur se estrenó en los cines estadounidenses el 1 de febrero de 1953. La película fue un éxito de taquilla que recaudó 3 850 000 dólares (2 423 000 dólares en Estados Unidos y Canadá, y 1 427 000 en el resto del mundo).
En cuanto a críticas, tanto los usuarios de Internet Movie Database como los de FilmAffinity le otorgan 7,5 puntos sobre 10. Los críticos de los 50 destacaron el trazo argumental, la definición de los personajes y la puesta en escena. Leonard Maltin la definió como «uno de los mejores wésterns de todos los tiempos» y el Registro Nacional de Cine de la Biblioteca del Congreso de los Estados Unidos la calificó como «culturalmente, históricamente o estéticamente significativa».
Los guionistas Sam Rolfe y Harold Jack Bloom fueron nominados al Premio Óscar al mejor guion original por esta película.